# Neurogomphus fuscifrons
Neurogomphus fuscifrons är en trollsländeart som beskrevs av Karsch 1890. Neurogomphus fuscifrons ingår i släktet Neurogomphus och familjen flodtrollsländor. IUCN kategoriserar arten globalt som livskraftig. Inga underarter finns listade i Catalogue of Life.